# Alan Sawyer
Alan Leigh Sawyer (Long Beach, 1º gennaio 1928 – Sequim, 30 giugno 2012) è stato un cestista e allenatore di pallacanestro statunitense, professionista nella NBA.

## Carriera
Venne selezionato dai Washington Capitols al terzo giro del Draft NBA 1950 (27ª scelta assoluta).